# Барито
Барито (на индонезийски: Barito) е река в Индонезия, в югоизточната част на остров Борнео, вливаща се в Яванско море. Дължина – 1090 km, площ на водосборния басейн – 81 695 km². Река Барито води началото си на 1733 m н.в. от източните склоновете на планинския хребет Мюлер. В горното си течение е типична планинска река – с бързеи, прагове и водопади. В района на град Пурукчау излиза от планините и до устието си тече на юг през плоска и силно заблатена равнина, като на протежение от около 700 km денивелацията ѝ е едва 26 m. Преди вливането си в Яванско море се разделя на ръкави, съединява се с други реки (Мурунг, Негра и др.) и образува обширна делта. Основни притоци: леви – Мурунг, Негра; десни – Капуас. Подхранването ѝ е предимно дъждовно и е пълноводна целогодишно. Средният годишен отток в устието ѝ е 5497 m³/s, максималният – 27 000 m³/s. Плавателна е в долното и средно течение (до град Пурукчау) за плитко газещи (до 3 m) речни съдове. На един от ръкавите на делтата ѝ е разположен град Банджермасин.